# Ordre du conseil de 1807
L’Ordre du conseil de 1807 (Order in Council) est un ordre (en) du Conseil privé britannique, durant les guerres napoléoniennes, paru le 7 janvier 1807. Il statuait que le commerce avec la France et ses alliés était interdit, et donc imposait un blocus sur la grande majorité des ports du continent européen.
Il s’agssait d’une réponse au blocus continental.